# معجم الملك الأفضل الرسولي
يُعد معجم الملك الأفضل الرسولي أو معجم الرسولي معجمًا من القرن الرابع عشر كتبه وأعده الملك اليمني الأفضل العباس (الممتدة فترة حكمه من عام 1363 إلى 1377م)، ويحتوي على كلمات بست لغات: العربية، والفارسية، والتركية، واليونانية، والأرمنية، والمنغولية. وعلى الرغم من إعداد الكتاب في اليمن، إلا أنه انتشر كتراث لكثير من مناطق أوراسيا والتي خضعت للغزو المغولي. جعل المغول شرق وغرب آسيا في اتصال أوثق مما شجع على دراسة اللغات. ويعتبر المعجم أول معجم من نوعه في تاريخ العرب، واحتوى على 1200 كلمة.

## فهرس
- PB Golden، ed.، The King's Dictionary: The Rasūlid Hexaglot - القرن الرابع عشر Vocabularies in Arabic، Persian، Turkic، Greek، Armenian and Mongol، tr. T. Halasi- Kun، PB Golden، L. Ligeti، and E. Schütz، HO VIII / 4، Leiden، 2000.

## روابط خارجية
- Madelung، W. "RASULID HEXAGLOT". Encyclopaedia Iranica, Online Edition. مؤرشف من الأصل في 2023-02-16. اطلع عليه بتاريخ 2017-02-17.